# María José Martínez Sánchez
María José Martínez Sánchez (Yecla, Murcia, 12 de Agosto de 1982) é uma ex-tenista profissional espanhola, sempre forte como duplista, que conseguiu ser 4ª do mundo. Em simples, foi a 19ª. Conquistou 5 títulos em simples e 21 em duplas. Seu mais importante foi WTA Championships de 2009, ao lado da compatriota Nuria Llagostera Vives.
Anunciou aposentadoria em 22 de dezembro de 2019, e o último jogo da carreira foi pela 2ª fase do WTA de Pequim do mesmo ano, quando, ao lado de Darija Jurak perdeu para Gabriela Dabrowski e Xu Yifan.

## Honras
Simples:
- 2009 WTA de Bogotá, Colombia sobre Gisela Dulko;
- 2009 WTA de Bastad, Suécia sobre Caroline Wozniacki;
- WTA de Roma de 2010, derrotando a sérvia Jelena Janković;
- WTA de Bad Gastein de 2011, derrotando a austríaca Patricia Mayr-Achleitner;
- WTA de Seul de 2011, derrotando a cazaque  Galina Voskoboeva.

## Ligações Externas
- Perfil na WTA